# Отто Зандер
Отто Зандер (нім. Otto Sander; *30 червня 1941, Ганновер — †12 вересня 2013, Берлін) — німецький актор. Широко відомий багаторічною співпрацею з режисером Вімом Вендерсом.

## Біографія
Виріс у Касселі, Відслужив військову службу у флоті, вивчав історію мистецтв та філософію в університеті. 1965 дебютував на сцені в одному з камерних театрів Дюссельдорфа. З 1967 професійний актор.
Театральна кар'єра Зандера пов'язана, головним чином, з берлінською Шаубюне Петера Штайна.
Одну з перших помітних кіноролей зіграв у фільмі «Один з нас двох» (1973), яким дебютував режисер Вольфганг Петерсен. Надалі Зандер знімався у таких режисерів, як Ерік Ромер («Маркіза фон О», 1976), Фолькер Шлендорф («Бляшаний барабан», 1979), Анджей Вайда («Любов у Німеччині», 1980), Вольфганг Петерсен («Човен», 1981, у ролі капітан-лейтенанта Філіпа Томсена), Маргарете фон Тротта («Роза Люксембург», 1986, у ролі Карла Лібкнехта), Роза фон Праунхайм («Ейнштейн сексу», 1999). Найвідомішою роллю Зандера, однак, залишається роль ангела Кассіеля у фільмі Віма Вендерса «Небо над Берліном» (1987) і у його продовженні «Так далеко, так близько!» (1993).
Особливою частиною творчої кар'єри Зандера були його постійні виступи як диктора у документальних фільмах, а також читця аудіокниг, тощо: його голос особливо цінується в Німеччині, іноді Зандера навіть називають просто Голос (англ. The Voice).
Член журі 40-го Берлінського кінофестивалю.

## Нагороди
- 1982 — Премія Ернста Любіча за фільм «Der Mann im Pyjama»
- 2008 — Почесний приз Berlinale Camera Award Берлінського кінофестивалю

## У популярній культурі
- На альбомі «Воланчик» (2002) групи «І Друг Мій Грузовик» є пісня «Otto Sander».